# Bennwihr
Bennwihr là một xã thuộc tỉnh Haut-Rhin trong vùng Grand Est, đồng bắc Pháp. Xã này có diện tích 6,59 km², dân số năm 1999 là 1298 người. Khu vực này có độ cao từ 183-354 mét trên mực nước biển.